# Cape Coral
Cape Coral è una città degli Stati Uniti d'America, capoluogo della Contea di Lee, nello Stato della Florida.
È la principale città della Florida sud-occidentale e, insieme a Fort Myers costituisce un agglomerato urbano che conta più di 500.000 abitanti. 

## Società

### Evoluzione demografica
È una delle città statunitensi con il più alto incremento demografico: è passata dai 102.286 abitanti censiti nel 2000 ai 151.389 stimati nel 2006.